# Óbudavár

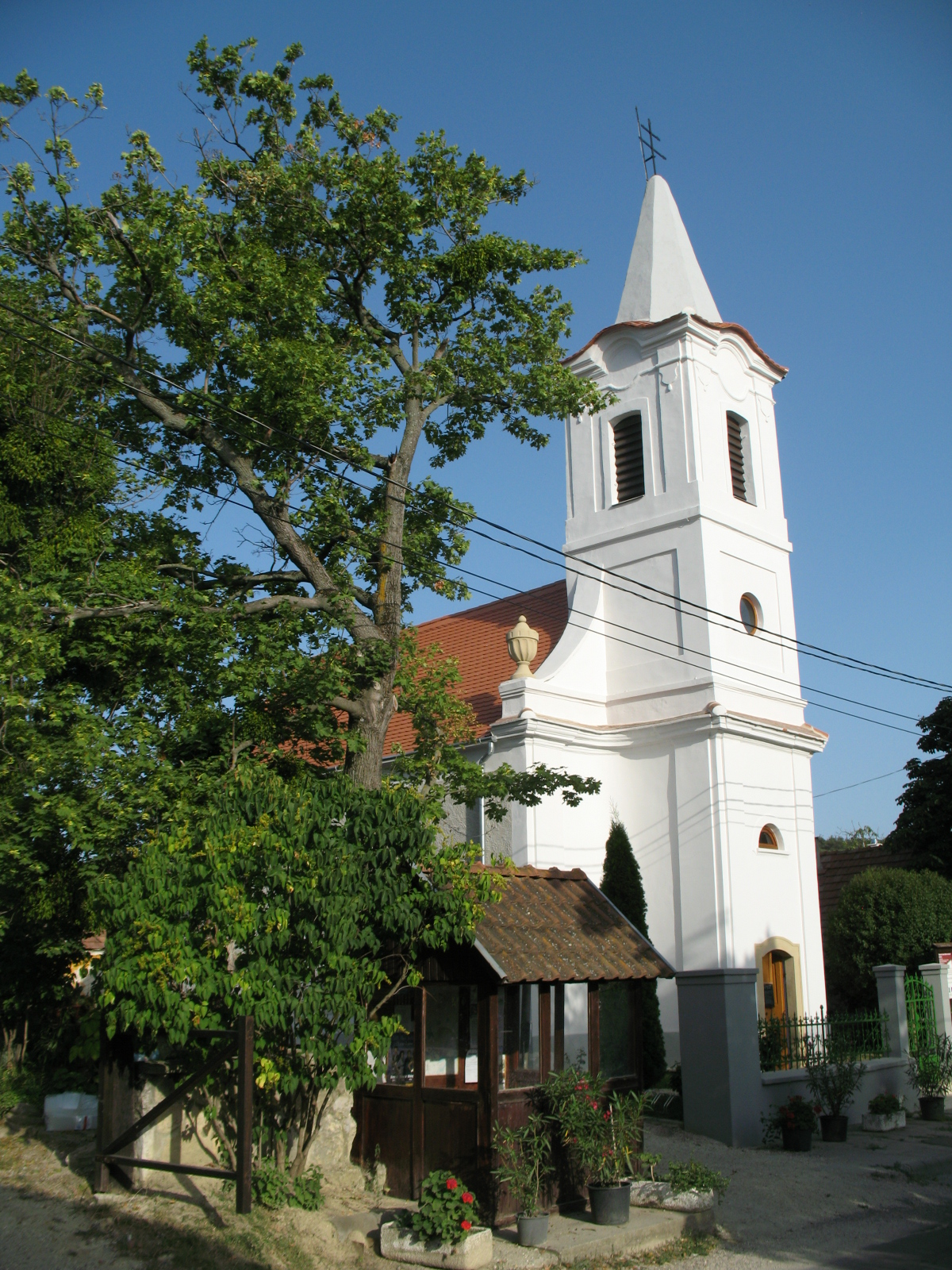
Kyrkan.

Óbudavár är ett samhälle i Veszprém i Ungern. Óbudavár ligger i distriktet Balatonfüred och har en area på 3,23 km². År 2020 hade Óbudavár totalt 45 invånare.